# Keytikh
Keytikh (również Keymikh,  Keytakh,  Kochevka Kaytakh,  Kochevka Keytakh i  Kyurdemich) – wieś w rejonie Abşeron w Azerbejdżanie.